# Joan Fry

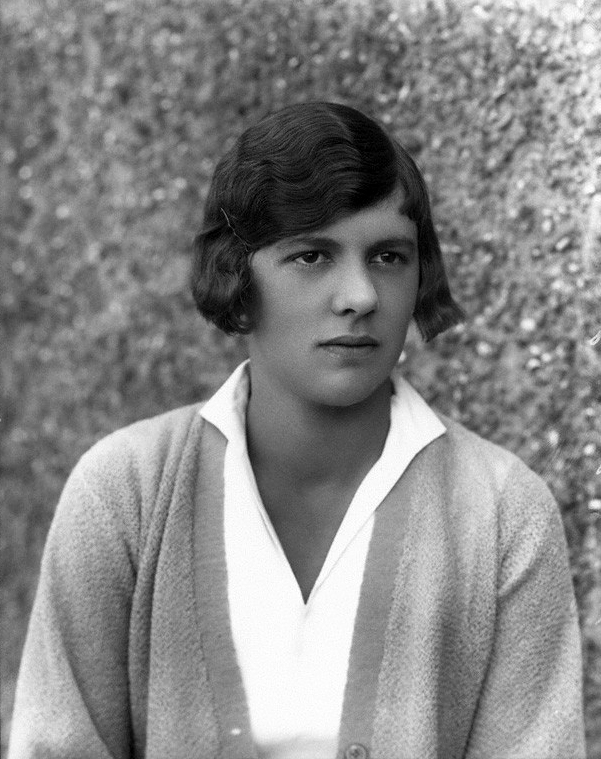
Joan Fry 1929

Joan Craddock Fry (* 6. Mai 1906 in Horsham, West Sussex; † 29. September 1985 in Bromsgrove, Grafschaft Worcestershire) war eine britische Tennisspielerin. Sie hatte ihre Erfolge in den 1920er-Jahren.
Sie erreichte 1925 das Finale von Wimbledon im Dameneinzel, das sie gegen die französische Tennislegende Suzanne Lenglen in der Rekordzeit von 26 Minuten verlor.
1926 traf sie im Halbfinale der französischen Meisterschaften erneut auf Suzanne Lenglen und scheiterte.
1927 kam sie mit der damals 16-jährigen Betty Nuthall bis in das Final der amerikanischen Meisterschaften.
Im Jahr 1929 stand sie mit Ian Collins im Finale des gemischten Doppel in Wimbledon, auch das Spiel ging für sie verloren. 
Sie heiratete am 12. November 1930 den (damalige Leutnant) Thomas Ashley Lakeman.
1939 veröffentlichte sie mit den Tennisspielern Mary Hardwick und Stanley N. Doust das Buch Lawn Tennis:How to Master the Strokes.

## Abbildungen
- Bild von Thomas Lakeman und Joan Fry
- Hochzeitsanzeige
- Joan Fry als Mrs. T. A. Lakeman auf einem Zigarettenbild.
- National Portrait Gallery